# 2015-ös Copa América
A 2015-ös Copa América a dél-amerikai válogatottak első számú tornájának a 44. kiírása volt. A tornát Chilében rendezték június 11. és július 4. között. Chile legutóbb 1991-ben adott otthont a Copa Américának. A címvédő Uruguay volt. A győztes részvételi jogot szerzett a 2017-es konföderációs kupára. A tornát története során először  Chile nyerte.

## Helyszínek
A mérkőzéseket az alábbi nyolc helyszínen játszották:
| Antofagasta                     | Antofagasta                       | Antofagasta Concepción La Serena Rancagua Santiago Temuco Valparaíso Viña del Mar | La Serena                       |
| ------------------------------- | --------------------------------- | --------------------------------------------------------------------------------- | ------------------------------- |
| Estadio Regional de Antofagasta | Estadio Regional de Antofagasta   | Antofagasta Concepción La Serena Rancagua Santiago Temuco Valparaíso Viña del Mar | Estadio La Portada              |
| Férőhely: 21 178                | Férőhely: 21 178                  | Antofagasta Concepción La Serena Rancagua Santiago Temuco Valparaíso Viña del Mar | Férőhely: 18 268                |
|                                 |                                   | Antofagasta Concepción La Serena Rancagua Santiago Temuco Valparaíso Viña del Mar |                                 |
| Viña del Mar                    | Viña del Mar                      | Antofagasta Concepción La Serena Rancagua Santiago Temuco Valparaíso Viña del Mar | Valparaíso                      |
| Estadio Sausalito               | Estadio Sausalito                 | Antofagasta Concepción La Serena Rancagua Santiago Temuco Valparaíso Viña del Mar | Estadio Elías Figueroa          |
| Férőhely: 25 000                | Férőhely: 25 000                  | Antofagasta Concepción La Serena Rancagua Santiago Temuco Valparaíso Viña del Mar | Férőhely: 23 000                |
|                                 |                                   | Antofagasta Concepción La Serena Rancagua Santiago Temuco Valparaíso Viña del Mar |                                 |
| Santiago                        | Santiago                          | Antofagasta Concepción La Serena Rancagua Santiago Temuco Valparaíso Viña del Mar | Rancagua                        |
| Estadio Nacional de Chile       | Estadio Monumental David Arellano | Antofagasta Concepción La Serena Rancagua Santiago Temuco Valparaíso Viña del Mar | Estadio El Teniente             |
| Férőhely: 48 665                | Férőhely: 47 347                  | Antofagasta Concepción La Serena Rancagua Santiago Temuco Valparaíso Viña del Mar | Férőhely: 15 252                |
|                                 |                                   | Antofagasta Concepción La Serena Rancagua Santiago Temuco Valparaíso Viña del Mar |                                 |
| Concepción                      | Concepción                        | Antofagasta Concepción La Serena Rancagua Santiago Temuco Valparaíso Viña del Mar | Temuco                          |
| Estadio Municipal de Concepción | Estadio Municipal de Concepción   | Antofagasta Concepción La Serena Rancagua Santiago Temuco Valparaíso Viña del Mar | Estadio Municipal Germán Becker |
| Férőhely: 33 000                | Férőhely: 33 000                  | Antofagasta Concepción La Serena Rancagua Santiago Temuco Valparaíso Viña del Mar | Férőhely: 18 125                |
|                                 |                                   | Antofagasta Concepción La Serena Rancagua Santiago Temuco Valparaíso Viña del Mar |                                 |

## Résztvevők
A 10 CONMEBOL-tagország mellett két meghívott csapat vesz részt. Eredetileg Mexikót és Japánt hívták meg. Japán elutasította a meghívást, Kínát is meghívták, amely később visszalépett a 2018-as világbajnokság selejtezőinek időpontjai miatt. 2014 májusában bejelentették, hogy Jamaica fogadta el a meghívást.
A CONMEBOL 2014. május 29-én megerősítette, hogy Mexikó és Jamaica vesz részt meghívottként a tornán.
| - Argentína - Bolívia - Brazília - Chile (rendező) | - Kolumbia - Ecuador - Jamaica (meghívott) - Mexikó (meghívott) | - Paraguay - Peru - Uruguay (címvédő) - Venezuela |

## Keretek
A 12 részt vevő válogatottnak egyenként 22 játékost kell beneveznie, vagy 23-at, ha a keretben három kapus volt; csak a keretben lévő  játékosok vehettek részt a tornán. Minden válogatott játékosai az 1–23-as mezszámokat kaphatták.

## Csoportkör
A csoportok sorsolását eredetileg 2014. október 27-ére tervezték. Az eseményt elhalasztották november 24-ére, a helyszín Viña del Mar volt.
A 12 résztvevőt három csoportba sorsolták. A csoportok végső sorrendje körmérkőzések után alakul ki. Mindegyik csapat a másik három ellenfelével egy–egy mérkőzést játszik, összesen 6 mérkőzést rendeznek csoportonként. A győzelem három, a döntetlen egy pontot ér. A csoportok első két helyezettje, valamint a két legjobb harmadik helyezettje jut tovább a negyeddöntőbe, ahonnan egyenes kieséses rendszerben folytatódnak a küzdelmek.
A csoportokban a sorrendet a következők szerint kell meghatározni:
1. több szerzett pont
2. az összes mérkőzésen elért jobb gólkülönbség
3. az összes mérkőzésen szerzett több gól
4. az érintett csapatok mérkőzésein szerzett több pont
5. sorsolás

| Színmagyarázat                                                                  |
| ------------------------------------------------------------------------------- |
| A csoportok első két helyezettje bejutott a negyeddöntőbe.                      |
| A csoportok legjobb két harmadik helyezettje bejutott a negyeddöntőbe.          |
| A csoportok legrosszabb harmadik helyezettje és a negyedik helyezettek kiestek. |

### A csoport
| Csapat  | M | Gy | D | V | G+ | G– | Gk | P |
| ------- | - | -- | - | - | -- | -- | -- | - |
| Chile   | 3 | 2  | 1 | 0 | 10 | 3  | +7 | 7 |
| Bolívia | 3 | 1  | 1 | 1 | 3  | 7  | –4 | 4 |
| Ecuador | 3 | 1  | 0 | 2 | 4  | 6  | –2 | 3 |
| Mexikó  | 3 | 0  | 2 | 1 | 4  | 5  | –1 | 2 |

| 2015. június 11. 20:30 |

| Chile                                           | 2–0               | Ecuador |
| ----------------------------------------------- | ----------------- | ------- |
| Vidal 67' (11-esből) Vargas 84' Fernández 90+2′ | (0–0) Jegyzőkönyv |         |

| Estadio Nacional de Chile, Santiago de Chile Nézőszám: 46 000 Játékvezető: Néstor Pitana (argentin) |

| 2015. június 12. 20:30 |

| Mexikó | 0–0         | Bolívia |
| ------ | ----------- | ------- |
|        | Jegyzőkönyv |         |

| Estadio Sausalito, Viña del Mar Nézőszám: 14 987 Játékvezető: Enrique Cáceres (paraguayi) |

| 2015. június 15. 18:00 |

| Ecuador                  | 2–3               | Bolívia                                   |
| ------------------------ | ----------------- | ----------------------------------------- |
| Valencia 48' Bolaños 81' | (0–3) Jegyzőkönyv | Raldes 5' Smedberg-Dalence 18' Moreno 43' |

| Estadio Elías Figueroa, Valparaíso Nézőszám: 5982 Játékvezető: Joel Aguilar (salvadori) |

| 2015. június 15. 20:30 |

| Chile                               | 3–3               | Mexikó                    |
| ----------------------------------- | ----------------- | ------------------------- |
| Vidal 22' 55' (11-esből) Vargas 42' | (2–2) Jegyzőkönyv | Vuoso 21' 66' Jiménez 29' |

| Estadio Nacional de Chile, Santiago de Chile Nézőszám: 45 583 Játékvezető: Víctor Carrillo (perui) |

| 2015. június 19. 18:00 |

| Mexikó                 | 1–2               | Ecuador                  |
| ---------------------- | ----------------- | ------------------------ |
| Jiménez 64' (11-esből) | (0–1) Jegyzőkönyv | Bolaños 26' Valencia 57' |

| Estadio El Teniente, Rancagua Nézőszám: 11 051 Játékvezető: José Argote (venezuelai) |

| 2015. június 19. 20:30 |

| Chile                                            | 5–0               | Bolívia |
| ------------------------------------------------ | ----------------- | ------- |
| Aránguiz 3' 66' Sánchez 37' Medel 79' Raldes 86' | (2–0) Jegyzőkönyv |         |

| Estadio Nacional de Chile, Santiago de Chile Nézőszám: 45 601 Játékvezető: Andrés Cunha (uruguayi) |

### B csoport
| Csapat    | M | Gy | D | V | G+ | G– | Gk | P |
| --------- | - | -- | - | - | -- | -- | -- | - |
| Argentína | 3 | 2  | 1 | 0 | 4  | 2  | +2 | 7 |
| Paraguay  | 3 | 1  | 2 | 0 | 4  | 3  | +1 | 5 |
| Uruguay   | 3 | 1  | 1 | 1 | 2  | 2  | 0  | 4 |
| Jamaica   | 3 | 0  | 0 | 3 | 0  | 3  | –3 | 0 |

| 2015. június 13. 16:00 |

| Uruguay       | 1–0               | Jamaica |
| ------------- | ----------------- | ------- |
| Rodríguez 52' | (0–0) Jegyzőkönyv |         |

| Estadio Regional de Antofagasta, Antofagasta Nézőszám: 8653 Játékvezető: José Argote (venezuelai) |

| 2015. június 13. 18:30 |

| Argentína                       | 2–2               | Paraguay                  |
| ------------------------------- | ----------------- | ------------------------- |
| Agüero 29' Messi 36' (11-esből) | (2–0) Jegyzőkönyv | N. Valdez 60' Barrios 90' |

| Estadio La Portada, La Serena Nézőszám: 16 681 Játékvezető: Wilmar Roldán (kolumbiai) |

| 2015. június 16. 18:00 |

| Paraguay    | 1–0               | Jamaica |
| ----------- | ----------------- | ------- |
| Benítez 36' | (1–0) Jegyzőkönyv |         |

| Estadio Regional de Antofagasta, Antofagasta Nézőszám: 6099 Játékvezető: Carlos Vera (ecuadori) |

| 2015. június 16. 20:30 |

| Argentína  | 1–0               | Uruguay |
| ---------- | ----------------- | ------- |
| Agüero 56' | (0–0) Jegyzőkönyv |         |

| Estadio La Portada, La Serena Nézőszám: 18 243 Játékvezető: Sandro Ricci (brazil) |

| 2015. június 20. 16:00 |

| Uruguay     | 1–1               | Paraguay    |
| ----------- | ----------------- | ----------- |
| Giménez 29' | (1–1) Jegyzőkönyv | Barrios 44' |

| Estadio La Portada, La Serena Nézőszám: 16 021 Játékvezető: Roberto García Orozco (mexikói) |

| 2015. június 20. 18:30 |

| Argentína   | 1–0               | Jamaica |
| ----------- | ----------------- | ------- |
| Higuaín 11' | (1–0) Jegyzőkönyv |         |

| Estadio Sausalito, Viña del Mar Nézőszám: 21 083 Játékvezető: Julio Bascuñán (chilei) |

### C csoport
| Csapat    | M | Gy | D | V | G+ | G– | Gk | P |
| --------- | - | -- | - | - | -- | -- | -- | - |
| Brazília  | 3 | 2  | 0 | 1 | 4  | 3  | +1 | 6 |
| Peru      | 3 | 1  | 1 | 1 | 2  | 2  | 0  | 4 |
| Kolumbia  | 3 | 1  | 1 | 1 | 1  | 1  | 0  | 4 |
| Venezuela | 3 | 1  | 0 | 2 | 2  | 3  | –1 | 3 |

| 2015. június 14. 16:00 |

| Kolumbia | 0–1               | Venezuela  |
| -------- | ----------------- | ---------- |
|          | (0–0) Jegyzőkönyv | Rondón 60' |

| Estadio El Teniente, Rancagua Nézőszám: 12 387 Játékvezető: Andrés Cunha (uruguayi) |

| 2015. június 14. 18:30 |

| Brazília                    | 2–1               | Peru     |
| --------------------------- | ----------------- | -------- |
| Neymar 5' Douglas Costa 92' | (1–1) Jegyzőkönyv | Cueva 3' |

| Estadio Municipal Germán Becker, Temuco Nézőszám: 16 342 Játékvezető: Roberto García Orozco (mexikói) |

| 2015. június 17. 20:30 |

| Brazília | 0–1               | Kolumbia    |
| -------- | ----------------- | ----------- |
|          | (0–1) Jegyzőkönyv | Murillo 36' |

| Estadio Monumental David Arellano, Santiago de Chile Nézőszám: 44 008 Játékvezető: Enrique Osses (chilei) |

| 2015. június 18. 20:30 |

| Peru        | 1–0               | Venezuela |
| ----------- | ----------------- | --------- |
| Pizarro 72' | (0–0) Jegyzőkönyv |           |

| Estadio Elías Figueroa, Valparaíso Nézőszám: 15 542 Játékvezető: Raúl Orosco (bolíviai) |

| 2015. június 21. 16:00 |

| Kolumbia | 0–0         | Peru |
| -------- | ----------- | ---- |
|          | Jegyzőkönyv |      |

| Estadio Municipal Germán Becker, Temuco Nézőszám: 17 231 Játékvezető: Néstor Pitana (argentin) |

| 2015. június 21. 18:30 |

| Brazília                    | 2–1               | Venezuela |
| --------------------------- | ----------------- | --------- |
| Thiago Silva 9' Firmino 52' | (1–0) Jegyzőkönyv | Miku 85'  |

| Estadio Monumental David Arellano, Santiago de Chile Nézőszám: 33 284 Játékvezető: Enrique Cáceres (paraguayi) |

### Harmadik helyezett csapatok sorrendje
Sorrend meghatározása
A versenyszabályzat alapján, a harmadik helyezettek sorrendjét az alábbiak alapján kell meghatározni:
1. az összes mérkőzésen szerzett több pont
2. az összes mérkőzésen elért jobb gólkülönbség
3. az összes mérkőzésen szerzett több gól
4. sorsolás

| Csoport | Csapat   | M | Gy | D | V | G+ | G– | Gk | P |
| ------- | -------- | - | -- | - | - | -- | -- | -- | - |
| B       | Uruguay  | 3 | 1  | 1 | 1 | 2  | 2  | 0  | 4 |
| C       | Kolumbia | 3 | 1  | 1 | 1 | 1  | 1  | 0  | 4 |
| A       | Ecuador  | 3 | 1  | 0 | 2 | 4  | 6  | –2 | 3 |

## Egyenes kieséses szakasz
A negyeddöntőben, elődöntőben és a bronzmérkőzésen ha a rendes játékidő végén döntetlen volt az állás, akkor rögtön büntetőpárbaj következett.
A döntőben ha a rendes játékidő végén döntetlen volt az állás, akkor 2×15 perces hosszabbítás, majd ha ez követően is döntetlen volt az állás, akkor büntetőpárbaj következett.
|  |              |              |              |            |       |           |           |           |               |               |               |       |       |
|  | Negyeddöntők | Negyeddöntők | Negyeddöntők |            |       | Elődöntők | Elődöntők | Elődöntők |               |               | Döntő         | Döntő | Döntő |
|  | Negyeddöntők | Negyeddöntők | Negyeddöntők |            |       | Elődöntők | Elődöntők | Elődöntők |               |               | Döntő         | Döntő | Döntő |
|  | június 24.   |              |              |            |       |           |           |           |               |               |               |       |       |
|  |              |              |              |            |       |           |           |           |               |               |               |       |       |
|  | A1           | Chile        | 1            |            |       |           |           |           |               |               |               |       |       |
|  | A1           | Chile        | 1            | június 29. |       |           |           |           |               |               |               |       |       |
|  | BC3          | Uruguay      | 0            |            |       |           |           |           |               |               |               |       |       |
|  | BC3          | Uruguay      | 0            |            |       | Chile     | Chile     | 2         |               |               |               |       |       |
|  | június 25.   |              |              |            |       | Chile     | Chile     | 2         |               |               |               |       |       |
|  |              |              | Peru         | Peru       | 1     |           |           |           |               |               |               |       |       |
|  | A2           | Bolívia      | Peru         | Peru       | 1     | 1         |           |           |               |               |               |       |       |
|  | A2           | Bolívia      |              |            |       | 1         | július 4. |           |               |               |               |       |       |
|  | C2           | Peru         | 3            |            |       |           |           |           |               |               |               |       |       |
|  | C2           | Peru         | 3            |            |       | Chile     | Chile     | 0 (4)     |               |               |               |       |       |
|  | június 26.   |              |              |            |       | Chile     | Chile     | 0 (4)     |               |               |               |       |       |
|  |              |              | Argentína    | Argentína  | 0 (1) |           |           |           |               |               |               |       |       |
|  | B1           | Argentína    | Argentína    | Argentína  | 0 (1) | 0 (5)     |           |           |               |               |               |       |       |
|  | B1           | Argentína    | június 30.   |            |       | 0 (5)     |           |           |               |               |               |       |       |
|  | AC3          | Kolumbia     | 0 (4)        |            |       |           |           |           |               |               |               |       |       |
|  | AC3          | Kolumbia     | 0 (4)        |            |       | Argentína | Argentína | 6         | Bronzmérkőzés | Bronzmérkőzés | Bronzmérkőzés |       |       |
|  | június 27.   |              |              |            |       | Argentína | Argentína | 6         | Bronzmérkőzés | Bronzmérkőzés | Bronzmérkőzés |       |       |
|  |              |              | Paraguay     | Paraguay   | 1     |           |           | július 3. | július 3.     | július 3.     |               |       |       |
|  | C1           | Brazília     | Paraguay     | Paraguay   | 1     | 1 (3)     |           | július 3. | július 3.     | július 3.     |               |       |       |
|  | C1           | Brazília     |              |            |       |           |           | Peru      | Peru          | 2             |               |       |       |
|  | B2           | Paraguay     | 1 (4)        |            |       |           |           | Peru      | Peru          | 2             |               |       |       |
|  | B2           | Paraguay     | 1 (4)        |            |       | Paraguay  | Paraguay  | 0         |               |               |               |       |       |
|  |              |              |              |            |       | Paraguay  | Paraguay  | 0         |               |               |               |       |       |

### Negyeddöntők
| 2015. június 24. 20:30 (1:30) |

| Chile    | 1–0               | Uruguay               |
| -------- | ----------------- | --------------------- |
| Isla 81' | (0–0) Jegyzőkönyv | Cavani 63′ Fucile 88′ |

| Estadio Nacional de Chile, Santiago de Chile Nézőszám: 45 304 Játékvezető: Sandro Ricci (brazil) |

| 2015. június 25. 20:30 (1:30) |

| Bolívia               | 1–3               | Peru                 |
| --------------------- | ----------------- | -------------------- |
| Moreno 84' (11-esből) | (0–2) Jegyzőkönyv | Guerrero 20' 23' 74' |

| Estadio Municipal Germán Becker, Temuco Nézőszám: 16 872 Játékvezető: Wilmar Roldán (kolumbiai) |

| 2015. június 26. 20:30 (1:30) |

| Argentína                                    | 0–0         | Kolumbia                                                |
| -------------------------------------------- | ----------- | ------------------------------------------------------- |
|                                              | Jegyzőkönyv |                                                         |
| Büntetőpárbaj                                |             |                                                         |
| Messi Garay Banega Lavezzi Biglia Rojo Tévez | 5–4         | Rodríguez Falcao Cuadrado Muriel Cardona Zúñiga Murillo |

| Estadio Sausalito, Viña del Mar Nézőszám: 21 508 Játékvezető: Roberto García Orozco (mexikói) |

| 2015. június 27. 18:30 (23:30) |

| Brazília                                                   | 1–1               | Paraguay                                          |
| ---------------------------------------------------------- | ----------------- | ------------------------------------------------- |
| Robinho 15'                                                | (1–0) Jegyzőkönyv | González 72' (11-esből)                           |
| Büntetőpárbaj                                              |                   |                                                   |
| Fernandinho Everton Ribeiro Miranda Douglas Costa Coutinho | 3–4               | Martínez V. Cáceres Bobadilla Santa Cruz González |

| Estadio Municipal de Concepción, Concepción Nézőszám: 29 276 Játékvezető: Andrés Cunha (uruguayi) |

### Elődöntők
| 2015. június 29. 20:30 (1:30) |

| Chile          | 2–1               | Peru                           |
| -------------- | ----------------- | ------------------------------ |
| Vargas 42' 64' | (1–0) Jegyzőkönyv | Medel 61' (öngól) Zambrano 20′ |

| Estadio Nacional de Chile, Santiago de Chile Nézőszám: 45 651 Játékvezető: José Argote (venezuelai) |

| 2015. június 30. 20:30 (1:30) |

| Argentína                                                    | 6–1               | Paraguay    |
| ------------------------------------------------------------ | ----------------- | ----------- |
| Rojo 15' Pastore 27' Di María 47' 53' Agüero 80' Higuaín 83' | (2–1) Jegyzőkönyv | Barrios 43' |

| Estadio Municipal de Concepción, Concepción Nézőszám: 29 205 Játékvezető: Sandro Ricci (brazil) |

### Bronzmérkőzés
| 2015. július 3. 20:30 (1:30) |

| Peru                      | 2–0               | Paraguay |
| ------------------------- | ----------------- | -------- |
| Carrillo 48' Guerrero 89' | (0–0) Jegyzőkönyv |          |

| Estadio Municipal de Concepción, Concepción Nézőszám: 29 143 Játékvezető: Raúl Orosco (bolíviai) |

### Döntő
| 2015. július 4. 17:00 (22:00) |

| Chile                            | 0–0 (h. u.) | Argentína            |
| -------------------------------- | ----------- | -------------------- |
|                                  | Jegyzőkönyv |                      |
| Büntetőpárbaj                    |             |                      |
| Fernández Vidal Aránguiz Sánchez | 4–1         | Messi Higuaín Banega |

| Estadio Nacional de Chile, Santiago de Chile Nézőszám: 45 693 Játékvezető: Wilmar Roldán (kolumbiai) |

| A 2015-ös Copa América győztese |
| ------------------------------- |
| · Chile · 1. cím                |